# Dillon Day
Dillon Day (Ohio, 18 augustus 1970) is een Amerikaanse pornoster en -regisseur. Hij is de echtgenoot van de Tsjechische pornoster Dasha, met wie hij vaak seksscènes doet.

## Prijzen
- 2000 XRCO Award gewonnen – Beste nieuweling[2]
- 2001 AVN Award genomineerd – Man van het jaar
- 2001 AVN Award genomineerd – Beste acteur in een film
- 2001 AVN Award genomineerd – Beste hulpacteur in een film
- 2001 AVN Award genomineerd – Beste hulpacteur in een film
- 2001 AVN Award genomineerd – Beste acteur in couple-sex in een film
- 2001 AVN Award genomineerd – Beste acteur in couple-sex in een film
- 2001 AVN Award genomineerd – Beste acteur in een video[3]
- 2002 AVN Award genomineerd – Man van het jaar
- 2002 AVN Award genomineerd – Beste acteur in een film
- 2002 AVN Award genomineerd – Beste acteur in couple-sex in een film[4]
- 2004 AVN Award genomineerd – Beste acteur in een film
- 2004 AVN Award genomineerd – Beste hulpacteur in een film
- 2004 AVN Award genomineerd – Beste acteur in groep-sex in een film[5]